# جيني ريفيرا
جيني ريفيرا (بالإسبانية: Jenni Rivera)؛ (2 يوليو 1969 - 9 ديسمبر 2012)، مغنية وممثلة أمريكية من أصل مكسيكي. باعت أكثر من 15 مليون ألبوم وحصدت جوائز عدة خاصة بالموسيقى اللاتينية وكانت آخر ما أحيت من حفلات مساء 8 ديسمبر في مونتيري.

## وفاتها
توفيت في المكسيك بحادث تحطم طائرة عن عمر ناهز 43 عاماً.

## روابط خارجية
- جيني ريفيرا على موقع IMDb (الإنجليزية)
- جيني ريفيرا على موقع روتن توميتوز (الإنجليزية)
- جيني ريفيرا على موقع ميوزك برينز (الإنجليزية)
- جيني ريفيرا على موقع أول ميوزيك (الإنجليزية)
- جيني ريفيرا على موقع قاعدة بيانات الفيلم (الإنجليزية)